# Apoena Meireles
José Apoena Soares Meireles, mais conhecido, simplesmente, como Apoena Meireles (reserva indígena Xavante na Terra indígena Pimentel Barbosa, Mato Grosso, 15 de fevereiro de 1949 – Porto Velho, 9 de outubro de 2004), foi um importante indigenista brasileiro. Presidiu a FUNAI entre 1985 e 1986.
Nascido em uma terra indígena, seu nome "foi uma homenagem prestada pelo pai, Francisco Meireles, a um cacique Xavante que ele conhecera na década de 1940, durante o primeiro contato do homem branco com a tribo Xavante". Apoena conviveu com os índios desde os quatro anos de idade. Seu pai era o sertanista Francisco Furtado Soares de Meirelles (1908–1973), mais conhecido como Francisco Meireles.Assim Apoena Meireles desenvolveu aquela que seria a vocação que o consagraria como um dos maiores indigenistas do país: ele aprendeu a ter paciência, a escutar e a dar opiniões sobre qualquer assunto relacionado ao tema indígena. Para ele "o índio é um ser dotado das mesmas capacidades de desenvolvimento dos não índios". Desde que alcançou a idade de 20 anos, Apoena era listado como sertanista na categoria "A" da FUNAI.  
Apoena Meireles recebeu como comenda a Medalha do Mérito Indigenista na categoria Pacificação, durante as comemorações do dia do índio em 1991.

## Morte
Apoena Meireles foi assassinado em 2004. Na época, ele era o coordenador-geral de documentação da FUNAI e fora encarregado pelo Governo Federal de estudar a regulamentação da atividade de mineração em terras indígenas.
Não obstante o fato de que dez equipes de policiais civis, militares e federais tenham trabalhado na investigação do assassinato do sertanista Apoena Meirelles, o diretor da Polícia Civil de Rondônia, Carlos Eduardo Ferreira, trabalhou, desde o início, com a hipótese de latrocínio.
Quando a polícia civil de Rondônia concluiu as investigações sobre a autoria e a forma de execução do crime, o acusado foi um rapaz de 17 anos, de família de classe média, sem passagem pela polícia e aluno de um bom colégio. Em sua casa foram encontradas as roupas e a bicicleta usadas no dia do crime e ele foi apreendido, inicialmente pelo crime de latrocínio.
Todavia, encaminhado a um centro de tratamento para dependentes químicos, Alan Carlos Ferreira Lopes, assassino confesso do sertanista, fugiu em 27 de Novembro de 2004. Desde então, a polícia rondoniense não mais teve pistas do rapaz. Ao atingir a maioridade em 2008, Alan Carlos deixou de ser procurado.
Há suspeitas de que Apoena tenha sido, de fato, executado, a mando de algum interesse. A arma do crime nunca foi localizada. Em abril daquele ano, Apoena passara a ser, também, coordenador da "Operação Roosevelt", montada para garantir a integridade dos índios e proibir a entrada de garimpeiros dentro da reserva, enquanto estava em curso uma investigação, pela Polícia Federal e pela Agência Brasileira de Inteligência (ABIN), sobre os responsáveis pela chacina, também ocorrida em abril, quando morreram 29 garimpeiros no interior da Reserva Roosevelt, dos índios cintas-largas. A reserva fica numa região de Rondônia rica em jazidas minerais, tais como cassiterita, ouro e diamante.